# Boleścin (powiat świdnicki)
Boleścin (niem. Pilzen bei Schweidnitz) – wieś w Polsce położona w województwie dolnośląskim, w powiecie świdnickim, w gminie Świdnica.

## Podział administracyjny
W latach 1975–1998 miejscowość należała administracyjnie do województwa wałbrzyskiego.

## Nazwa
Według niemieckiego językoznawcy Heinricha Adamy’ego nazwa miejscowości należy do grupy nazw patronomicznych i pochodzi od imienia Bolko, które jest staropolskim derywatem słowiańskiego imienia męskiego Bolesław będącego imieniem dynastycznym w polskiej dynastii Piastów. W swoim dziele o nazwach miejscowości na Śląsku wydanym w 1888 roku we Wrocławiu Adamy wymienia jako najstarszą zanotowaną nazwę miejscowości Bolescino podając jej znaczenie "Dorf des Bolko" czyli po polsku "Wieś Bolka". Nazwa wsi została później zgermanizowana na Pilzen i utraciła swoje pierwotne znaczenie.
Pierwsza wzmianka o miejscowości pochodzi z 1193 roku, gdzie mowa jest o osadzie Bolestino.

## Zabytki
Do wojewódzkiego rejestru zabytków wpisany jest:
- aleja dębowo-klonowa, dwurzędowa, wzdłuż drogi do Makowic, z przełomu XVIII/XIX w.

inne zabytki:
- pałac z przełomu XVIII/XIX wieku, barokowy, kryty dachem czterospadowym łamanym, obecnie zamieszkany
- kościół z 1911 roku, w którego ściany wmurowano epitafia i tablice nagrobne z XVIII i XIX wieku, prawdopodobnie pochodzące z poprzedniej świątyni stojącej w tym miejscu.